# پترا شوویل
پترا شوویل (انگلیسی: Petra Schwille؛ زادهٔ ۲۵ ژانویهٔ ۱۹۶۸)زیست‌فیزیک‌دان متولد زیندلفینگن و مدیر بخش تحقیقات «بیوفیزیک سلولی و مولکولی» در مؤسسه بیوشیمیایی ماکس پلانک اهل آلمان است. او جایزه گوتفرید ویلهلم لایبنیتس را به خاطر کار روی غشای مدل در سال ۲۰۱۰ دریافت کرده‌است.

## زندگی
شوویل در سال ۱۹۹۳ با دیپلم فیزیک از دانشگاه گوتینگن فارغ‌التحصیل شد. درجه دکترای فیزیکش را در سال ۱۹۹۶ از دانشگاه فنی برونشوویگ دریافت کرد.